# Cri de la Cambrouze
Le Cri de la Cambrouze est un festival de musique situé à Villarlod dans le canton de Fribourg (Suisse). Sans sponsor, ce festival a lieu durant le premier weekend de la rentrée scolaire (en général au début septembre) entre 2003 et 2010.

## Historique
Le premier Cri de la Cambrouze a lieu le 6 septembre 2003, enregistre plus de 500 entrées et programme 9 groupes régionaux et internationaux axés sur les styles ska, punk et rock, avec notamment Le roi Heenok, du Québec[réf. souhaitée]. Le 4 septembre 2004, la manifestation compte 1 000 entrées enregistrées et programme 6 groupes, dont les parisiens de Guerilla Poubelle[réf. souhaitée]. L'édition 2005 est la première à s'être tenue sur deux soirs, les 2 et 3 septembre avec plus de 1 600 entrées[réf. souhaitée]. Parmi les 5 groupes visibles par soirée, on y voit les fribourgeois reggae d'Aya Waska[réf. souhaitée]. Les vendredi 1er et 2 septembre 2006, The rambling wheels, Cenk, Skarface et 7 autres groupes attirent plus de 1 800 spectateurs. Les 31 août et 1er septembre 2007 voient René Binamé, Psykup, Miss Hélium et 7 autres groupes attirer environ 2 400 personnes.
Les éditions 2008 et 2009 ne bénéficient pas des faveurs de la météo et voient la fréquentation baisser à respectivement 1 600 et 2 100 spectateurs,,. L'édition 2010 du festival n'attire que 1 500 festivaliers et pousse les organisateurs à abandonner l'événement, au profit du Festival du Gibloux.